# Джон Андерсон (легкоатлет)
Джон Франклін Андерсон (англ. John Franklin Anderson; нар. 4 липня 1907 — пом. 11 липня 1948) — американський легкоатлет, який спеціалізувався в метанні диска.

## Із життєпису
Олімпійський чемпіон з метання диска (1932).
Фіналіст (5-е місце) змагань з метання диска на Іграх-1928.
Чемпіон США з метання диска (1932, 1933). Бронзовий призер чемпіонату США з метання диска (1927).
Переможець олімпійських відбіркових змагань США з метання диска (1932).